# Wiesław Rzońca

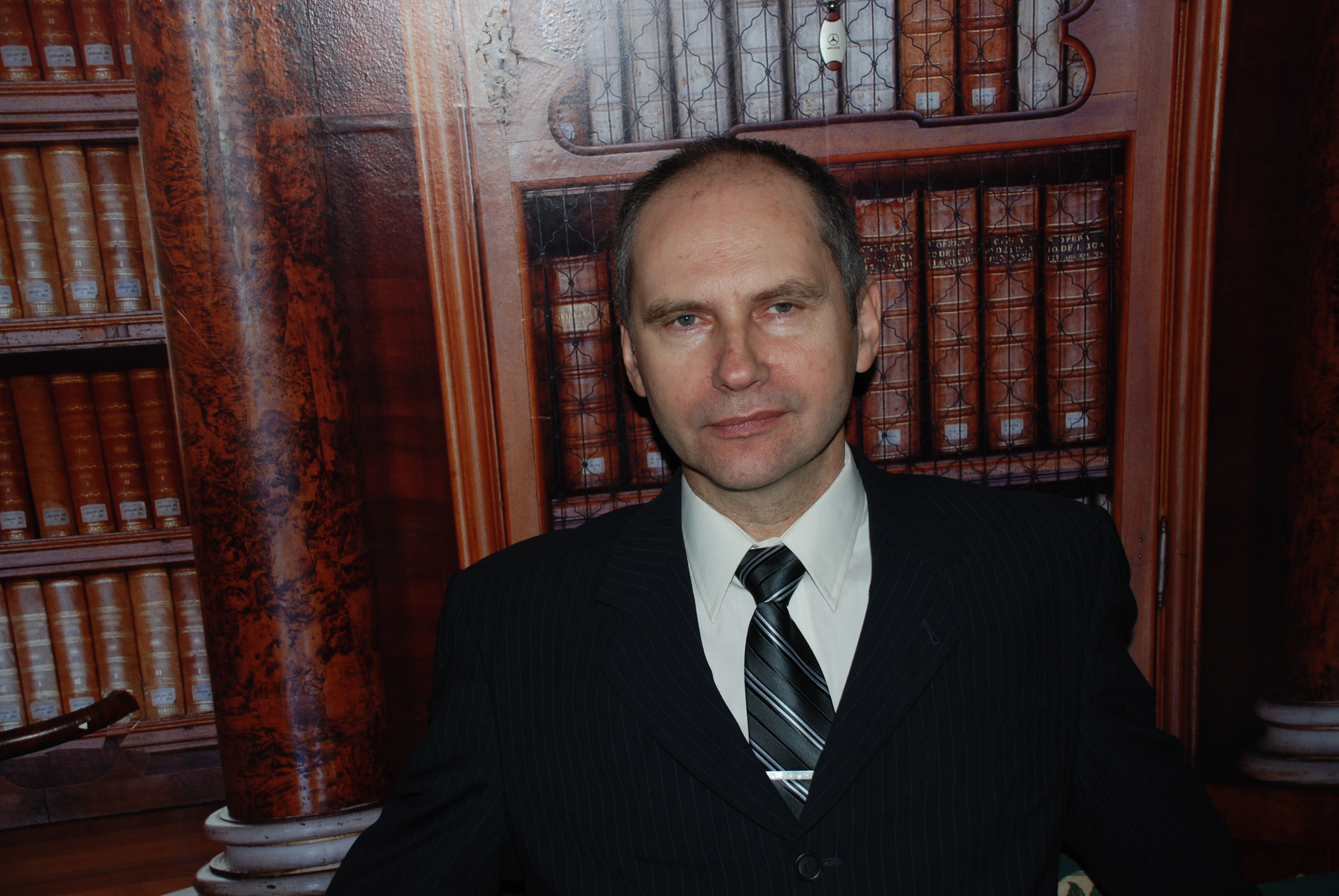

Wiesław Rzońca (ur. 1 grudnia 1959 w Libiszowie-Kolonii) – profesor doktor habilitowany, literaturoznawca. Specjalizuje się w epokach romantyzmu oraz modernizmu. Był jednym z pierwszych polskich historyków literatury, którzy w latach 90. XX w. stosowali w badaniach narzędzia postmodernistycznego dekonstrukcjonizmu.

## Życiorys
W latach 1975–1981 pracował w warsztacie samochodowym, ucząc się w systemie wieczorowym w Zasadniczej Szkole Zawodowej w Opocznie, a następnie tamże w Technikum Mechanicznym. Od roku 1979 do 1981 w lokomotywowni w Idzikowicach pełnił funkcję dyspozytora samochodowego. Następnie studiował pedagogikę kulturalno-oświatową w Wyższej Szkole Pedagogicznej w Opolu, gdzie w 1984 roku debiutował w miesięczniku „Opole”. Studia polonistyczne na Uniwersytecie Warszawskim odbył w latach 1985–1989. Od roku 1989 do uzyskania tytułu doktora (r. 1995 – promotor prof. Stanisław Makowski) pracował jako asystent, a następnie adiunkt w Zakładzie Romantyzmu Instytutu Literatury Polskiej.
Uczestniczył w charakterze eksperta (wraz z Andrzejem Fabianowskim i Eligiuszem Szymanisem) w literackich edycjach telewizyjnej „Wielkiej gry”. W roku 1998 brał udział w cyklu audycji literackich Radia Bis. Zastępca redaktora naczelnego kwartalnika literackiego „Ogród” (1993–1994). W latach 1999–2004 jako Gastdozent wykładał literaturę polską na Uniwersytecie w Tybindze. Habilitował się w 2006 roku. Przez 4 lata (2008–2012) pełnił funkcję wicedyrektora Instytutu Literatury Polskiej UW. Wieloletni członek Towarzystwa Literackiego im. Adama Mickiewicza. Wygłaszał odczyty o niemiecko-polskich relacjach literackich – w Germanisches Seminar, Slavisches Seminar, Institut fur Kommunikationswissenschaften Uniwersytetu w Bonn (l. 2007–2010), również na Uniwersytecie w Saarbrucken (1995, 2015).
Od r. 2010 profesor nadzwyczajny Uniwersytetu Warszawskiego. 26 stycznia 2016 r. z rąk prezydenta Andrzeja Dudy odebrał nominację profesorską. Do tej pory wypromował czworo doktorów oraz ponad stu magistrów. Recenzował kilkanaście rozpraw doktorskich. Trzykrotnie był recenzentem w procesie habilitacyjnym. Publikował w Niemczech, Czechach oraz na Słowacji. W 1998 roku przedstawił koncepcję literaturoznawczej „komparatystyki niepodobności”, tj. metodę zestawiania pisarzy uchodzących za biograficzno-światopoglądowe przeciwieństwa (Witkacy-Norwid). Zaś w r. 2013 (Premodernizm Norwida) wskazał na cechy dzieła artystycznego autora Vade-mecum, które czynią go najważniejszym z polskich prekursorów XX-wiecznego modernizmu.

## Najważniejsze publikacje

### Książki
- Norwid – poeta pisma, Warszawa 1995
- Witkacy-Norwid. Projekt komparatystyki dekonstrukcjonistycznej, Warszawa 1998
- Norwid a romantyzm polski, Warszawa 2005
- Symbol w dziele Cypriana Norwida, Warszawa 2010 (red. tomu zbior.)
- Premodernizm Norwida – na tle symbolizmu literackiego drugiej połowy XIX wieku, Warszawa 2014
- Uniwersalność komizmu. Aleksander Fredro w dwieście dwudziestą rocznicę urodzin, Warszawa 2015 (red. tomu zbior. – współaut. Karol Samsel).

### Artykuły
- Nietzsche u Heideggera – w ujęciu Jacques’a Derridy, „Ogród” 1992, z. 1, s. 145–156;
- Romantyczne korzenie dekonstrukcjonizmu, „Rocznik Towarzystwa Literackiego”, Warszawa 1996, s. 19–28;
- Sprawa nowoczesności Norwida, „Slavia” Praha, 1997, s. 159–164;
- Mickiewicz und fruhe romantische Dichtung, w: Von Polen, Poesie und Politik, red. M. Fischer, R. D. Kluge, Tübingen 1999, s. 69–80;
- Kaszubska ojczyzna Guntera Grassa, “Przegląd Humanistyczny” 2000, z. 5, s. 117–128;
- Motywy faustyczne w „Sonacie Belzebuba” Witkacego, w: Postacie i motywy faustyczne w literaturze polskiej, red. H. Krukowska, Białystok 2001, s. 219–230;
- „Hymny” Jana Kasprowicza a ekspresjonizm niemiecki, w: Polonistyczne spotkania. Tybinga, red. D. Knysz-Tomaszewska, J. Zacharska, Warszawa 2002, s. 93–100;
- Tomasz Mann i „dzieciątko”, „Twórczość” 2002, z. 11-12, s. 222–225;
- Dialektyka nieba, Szymborska – Norwid, „Przegląd Humanistyczny” 2002, z. 6, s. 67–79;
- Romantyczny wizerunek „głupiego Słowianina”, „Slavia” Praha 2003, z. 4, s. 381–390;
- Norwid – największy poeta polski drugiej połowy XIX wieku, „Przegląd Humanistyczny” 2007, z. 6, s. 35–44;
- Polska recepcja dzieła Guntera Grassa w latach 90. XX wieku, w: Literatura niemiecka w Polsce, red. E. Czaplejewicz, Warszawa 2008, s. 277–287;
- Artyści milczenia. Powinności poety-symbolisty. Rimbaud – Norwid, w: Norwid – artysta, red. Z. Dambek. K. Trybuś, Poznań 2008, s. 73–84;
- Romantyzm polski w kontekście romantyzmów europejskich. Inspiracje metodologiczne przełomu wieków XX i XXI, w: Od teorie jazyka k praxi komunikace, red. M. Zelenka, Budejowice 2010, s. 43–48;
- Norwida mit Italii, „Prace Filologiczne” LVII, Warszawa 2009, s. 192–208;
- Romantyzm a narodziny nowoczesnej świadomości. Próba krytycznego komentarza, w: Romantyczne repetycje i powroty, red. A. Czajkowska, A. Żywiołek, Częstochowa 2011, s. 33–44;
- Między romantyzmem a modernizmem. Norwid jako poeta II połowy XIX wieku w perspektywie nauczania szkolnego, „Zeszyty Naukowe Ostrołęckiego Towarzystwa Naukowego”, Ostrołęka 2012, s. 87–99;
- Świat jako przedstawienie: Gustaw Mahler i Cyprian Norwid, „Literacje” 2011, z. 22-23, s. 83–91;
- Die Romantik als Zeitraum der intensivsten Rezeption deutscher Literatur in Polen, “Literacje” 2012, z. 24-25, s. 143–150.